# 正定府城隍庙
正定府城隍庙，位于河北省石家庄市正定县城内西南街，是一处正定县文物保护单位。

## 历史
正定府城隍庙始建于明洪武三年（1370年），一向为正定道教活动中心，府、县所设管理道教事务的道纪司都纪、副都纪和道会司道会都驻于城隍庙内。正定府城隍庙会在每年五月十七，是正定最大的庙会。
1966年文化大革命中，城隍庙成为“破四旧”的重点对象，神像被毁，庙宇被木器厂占用。1980年代，庙内仅存前殿、后殿两座建筑。1989年5月12日失火焚毁。2019年10月，正定府城隍庙根据文献资料和基址考古，在原址按1:1复建。

## 建筑
正定府城隍庙坐北朝南，规模宏大，布局严谨，从南至北沿中轴线，依次为戏楼、旱桥、牌楼、山门、正殿、后寝宫。两侧配殿为单檐歇山顶，东侧为十王殿、药王殿、财神殿；西侧为十王殿、瘟神殿、土地殿。
正殿面阔五间，进深三间，单檐庑殿顶，屋顶绿琉璃瓦剪边。

## 保护
1982年11月13日，正定府城隍庙公布为县级重点文物保护单位。